# Sandinistička fronta nacionalnog oslobođenja
Sandinistička fronta nacionalnoga oslobođenja (španjolski Frente Sandinista de Liberación Nacional, pokrata: FSLN) je  nikaragvanska socijalistička politička stranka. Osnovana je 1961. u ilegali kao pokret usmjeren na rušenje režima predsjednika Anastasia Somoze, a ime je dobila po Augustu Sandinu, borcu protiv američkih snaga u Nikaragvi u razdoblju između dvaju svjetkih ratova. Sedamdesetih godina 20. st. počeli su s intenzivnim gerilskim djelovanjem koje je 1979. kulminiralo Somozinim rušenjem i sandinističkom revolucijom.
Sandinisti su se nakon preuzimanja vlasti usmjerili na stvaranje socijalističkoga društva po marksističkim načelima. Zbog toga, kao i zbog povezanosti s Kubom i Sovjetskim Savezom, SAD su preko CIA-e i s pomoću nje obučenih kontraških pobunjenika vodili rat za rušenje sandinističkoga režima. Sandinisti su 1990. izgubili vlast nakon demokratskih izbora.
FSLN je, međutim, ostala jedna od dvije najjače političke stranke u Nikaragvi, iako se od nje 1995. odvojila socijaldemokratska frakcija poslije nazvana Pokret sandinističke obnove (MRS). Godine 2006. njezin je vođa Daniel Ortega izabran za predsjednika.

## Vanjske poveznice
- Službene mrežne stranice (šp.)